# Ямень

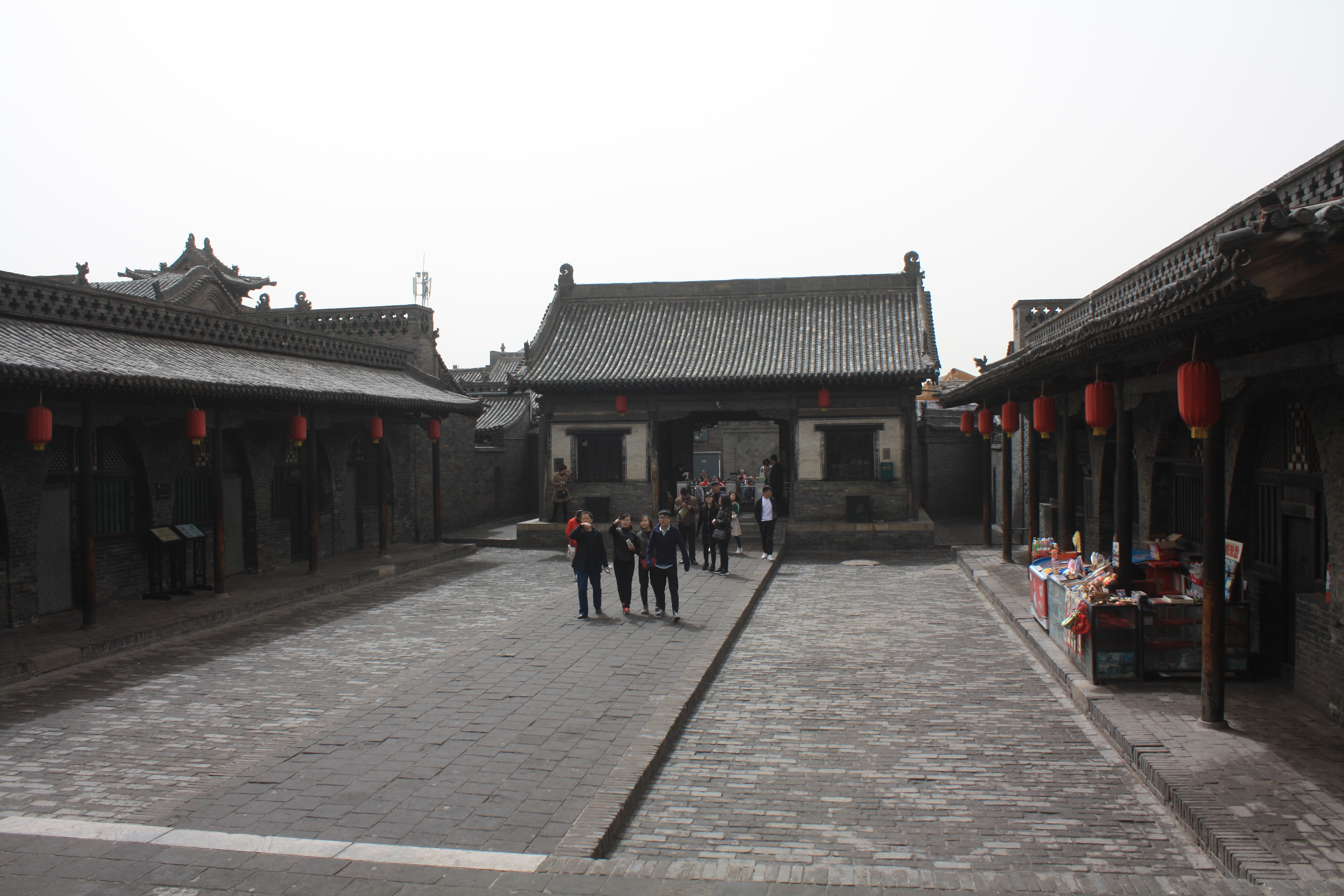
Внутрішній двір яменю в Пін'яо

Ямень (кит.: 衙門 yámén) — присутнє місце в дореволюційному Китаї, схоже на деякі значення слова магістрат: являла собою резиденцію чиновника та його помічників мую (幕友), які, згідно із законодавством, не мали права бути вихідцями з місцевого населення. Офіційне становище резиденції диктувало інші обов'язкові компоненти комплексу Ямень: місце для прийому відвідувачів, суддівська зала, в'язниця, казначейство та склад зброї.
Розташовувалися в кожному повітовому місті (сянь 县 xiàn, 1500 в імперії Цін), визначаючи, таким чином, найнижчий ступінь присутності централізованого імперського управління.